# Soenam Tenzing Jamyangling

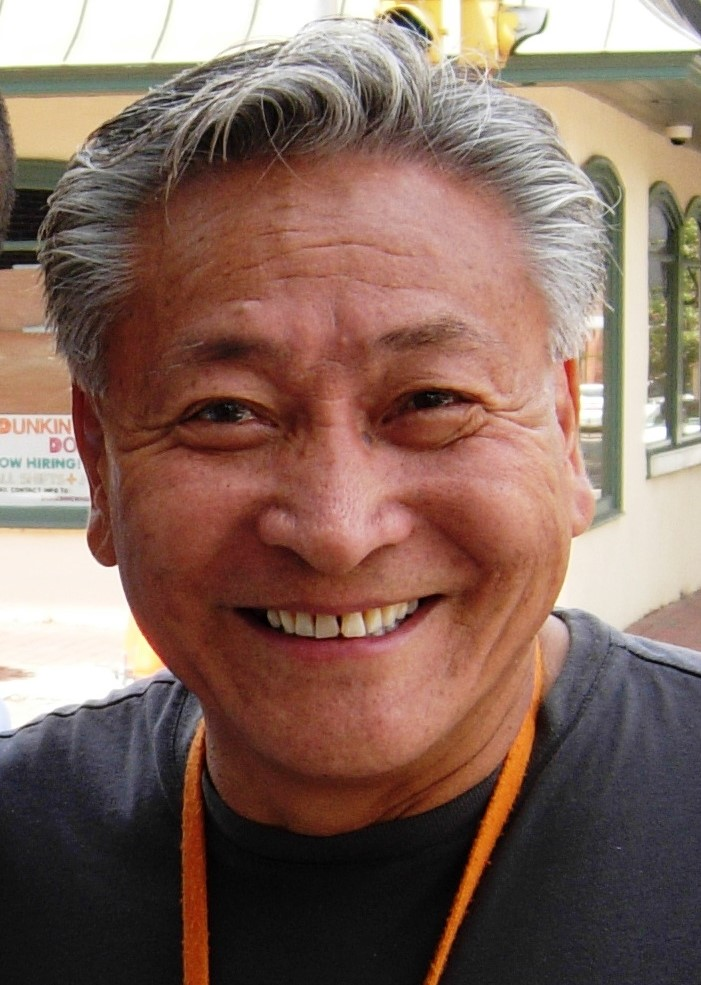
Soenam Tenzing Jamyangling 2008.

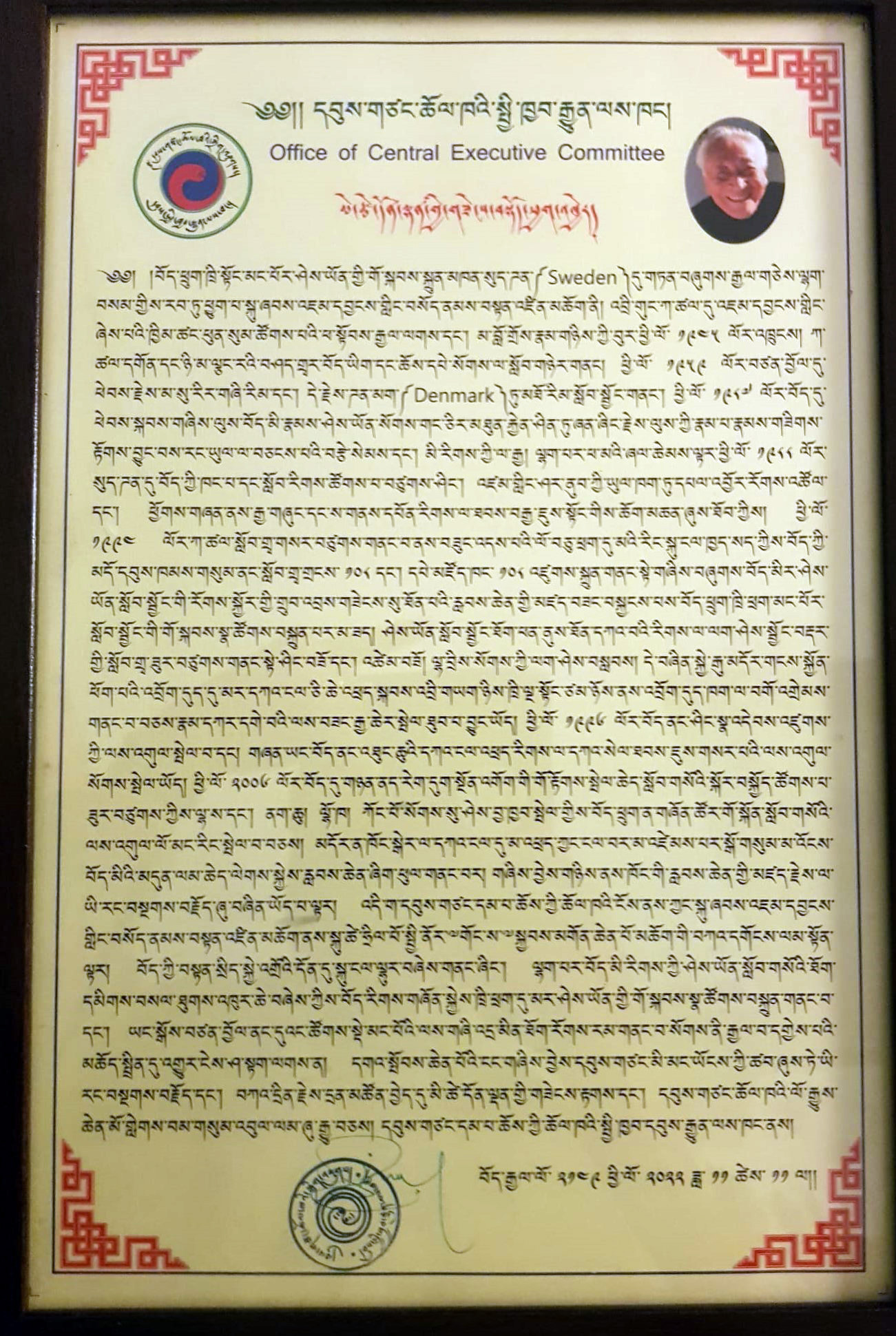
Det tibetanska originalet för Soenam Tenzing Jamyanglings utmärkelse "THE MOST MEANINGFUL LIFE TIME SERVICE AWARD".

Soenam Tenzing Jamyangling, född 6 oktober 1945 i Tibet, är en tibetansk utbildnings- och miljöaktivist känd för ”108 skolor”. Det är ett internationellt och ideellt finansierat projekt som genomförts tillsammans med medlemmarna Svensk-Tibetanska Skol- och Kulturföreningen. 
Ursprungligen var målet att bygga en skola i Soenams hemby Katsel, 70 km från Lhasa. När han fick tillståndet, efter långa förhandlingar 1988–1991 med de kinesiska myndigheterna, bestämde han sig för att bygga, renovera och stödja 108 grundskolor på landsbygden i alla regioner av Tibet: U-Tsang, Amdo och Kham. Den första skolan invigdes 1994 och år 2005 var samtliga 108 skolor och 108 bibliotek färdigställda. Att en utländsk organisation, ledd av en exil-tibetan fick tillstånd och möjlighet att bygga skolor i det Autonoma Tibet är mycket unikt.
Soenam Tenzing Jamyangling tilldelades november 2022 det mycket prestigefyllda utnämningen "THE MOST MEANINGFUL LIFE TIME SERVICE AWARD" av Utsang Chokha Standing Committee för hans tjänster till det tibetanska folket.

## Biografi
Soenam föddes 1945 i den lilla byn Katsel som ligger i Medrogungkar Dzong i centrala Tibet. Vid tidig ålder placerades han i buddhistklostret Drikung Nyima Changra för att studera. När den kinesiska Röda Armén 1959 invaderade Tibet skickade hans föräldrar honom att tillsammans med en grupp släktingar fly till Indien. Efter en svår flykt över Himalaya-bergen fick de vänta vid gränsen tills alla flyktingar fick tillstånd och kunde skickas till läger i Arunachal Pradesh. Många månader senare kom Soenam till den första Tibetanska skolan i exil som upprättats i bergsorten Mussorie. Tillsammans med 19 andra pojkar valdes han ut att få en västerländsk utbildning i Danmark. Initiativet till utbildning i Europa hade tagits av den danska Tibetkommittén i samförstånd med Dalai Lama och den tibetanska exilregeringen.
Genom bland annat Norska Flyktingrådet finansierades fortsatta studier för 14 av pojkarna, däribland Soenam, vid ett polytekniskt institut i Teheran, Iran. Som en av de första tibetanerna med en teknisk utbildning skickades Soenam att hjälpa till med uppbyggandet av den tibetanska bosättningen Bylakuppe i södra Indien. Han gifte sig med Yeshe som han mött i Danmark dit också hon kommit för utbildning. De fick tre barn tillsammans men bara dottern Jampa överlevde. Soenam flyttade med familjen till Mussorie där han jobbade i Tibetans Children’s Village och därefter till Sonada, en bosättning i Västbengalen. Där insjuknade Soenam åter i tuberkulos som han sju år tidigare drabbats av i Danmark. När de indiska läkarna hade gett upp hoppet om hans överlevnad togs han med vänners hjälp till Danmark för behandling. Med tanke på sin nära förestående död bad Soenam sin kusin Konchok ordna så att Yeshe och Jampa fick visum till USA och flytta med honom till Boston. Mot alla odds överlevde han och blev ombedd av sin lärare Kalu Rinpoche att bege sig till Stockholm för att översätta och hjälpa den tibetanske laman som var där för att undervisa. Under 17 år var han volontär på Karma Shedrup Thargye Ling i Hägersten, ett Buddhistcenter som donerats till den berömde 16:e Karmapa.

## Arbetsprojektet
Under en pilgrimsresa till Indien insamlades reliker för att bygga ett fredsmonument i form av en tibetansk stupa i Fellingsbro. Monumentet invigdes 1988 av Dalai Lama i närvaro av ledare från andra svenska trosuppfattningar. Samma år i oktober organiserade Soenam en demonstration för att protestera mot fängslandet av munkar och nunnor under ett upplopp i Lhasa som kvävts med våldsamma metoder. Den svensk-tibetanska demonstrationen avslutades vid Folkrepubliken Kinas ambassad där den politiske attachén uppmanade Soenam att resa till Tibet och själv se ”framstegen” som Kina gjort. Han samlade en delegation för att resa tillbaka efter 29 år i exil och undersöka situationen för mänskliga rättigheter i sitt hemland. På plats fick han höra om lidandet under Kulturrevolutionen och hur hans mor blivit torterad och dödad av kinesiska rödgardister. Han såg bristen på utbildning bland befolkningen på landsbygden och vid hemkomsten till Sverige grundade han Svensk Tibetanska Skol- och Kulturföreningen, med målet att bygga en skola i hembyn. Det svenska statliga biståndsorganet SIDA lovade finansiering om de kinesiska myndigheterna gav tillstånd att bygga en ”svensk skola” i Tibet. Det tog mer än tre år att få ett avtal och under tiden växte organisationens medlemsantal till 1.600. Soenam beslöt att en skola inte räckte utan ville bygga 108 skolor på landsbygden. Många av de svenska medlemmarna var också sponsorer och med deras hjälp kunde organisationen ge kläder, sängar och mat till behövande bland de 13.000 eleverna som gick i skolorna. När man lärt sig läsa behöver man ha tillgång till böcker och organisationen byggde därför även ett bibliotek till varje skola. 
Det tog 15 år att bygga skolorna och biblioteken under en tid då Tibet var mer öppet. Utländska organisationer får inte längre vara verksamma i tibetanska områden i Kina men organisationen fortsätter att stödja tibetanska studenter som läser på högskolenivå vid kinesiska universitet. Organisationen stödjer även projekt inom utbildning, kultur och miljö i hela Himalaya-regionen. Som en av de första västerländska organisationerna arrangerade Svensk Tibetanska Skol- och Kulturföreningen eventet, “Tibet Smälter”, i november 2019 för att rikta uppmärksamhet på klimatförändringarna vid ”Tredje Polen” (Tibet) och konsekvenserna för hela Asien. 
Genom en donation har Soenam kunnat köpa ett hus i Stureby, en förort till Stockholm, och där skapat The House of Tibet med förutom organisationens kontor även en sal med 1000 Tara-statyer för undervisning i Buddhism, tibetansk kultur & tradition samt ett mindre tibetanskt museum. Soenam har även verkat som översättare till flera av de stora tibetanska läromästarna och varit en eftertraktad föreläsare om Buddhism.
På det politiska planet har Soenam tagit flera initiativ för att dialogen mellan Folkrepubliken Kina och den Tibetanska exilregeringen i Dharamsala, Indien ska återupptas..  
2017 bildades Katsel-stiftelsen för att bevara grundarens vision.

## Bibliografi

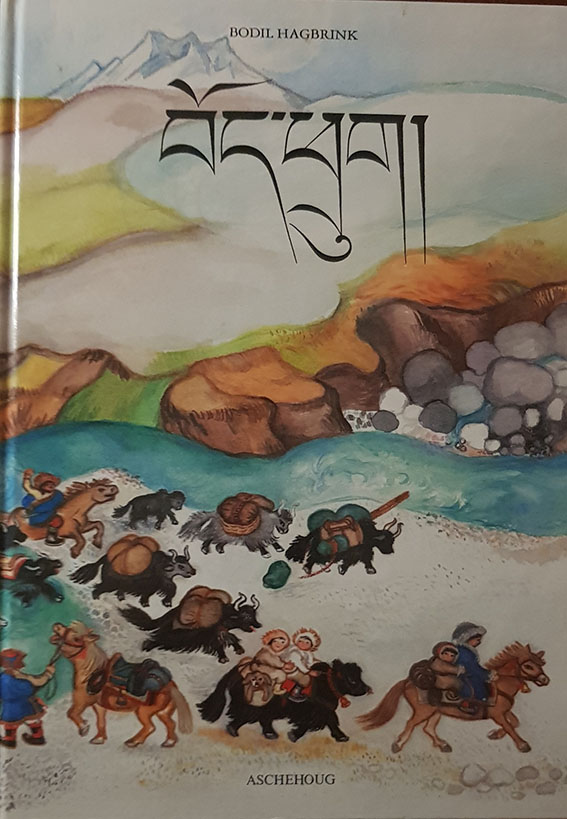
Översättare av barnbok av Bodil Hagbrink till tibetanska. Publicerad av H. Achehoug & Co, Oslo 1990.